# Serrat de Baiones
El Serrat de Baiones és una serra i una muntanya de 696,7 metres d'altitud que hi ha al lloc de trobada dels termes municipals de Castellcir, Moià i Monistrol de Calders, a la comarca del Moianès.
Està situat al nord-est de la masia de la Coma i al sud-oest de la de Serramitja, aproximadament equidistant entre totes dues. És a l'esquerra del torrent de la Baga Cerdana i a la dreta de la Golarda.